# 中山 (広島市)

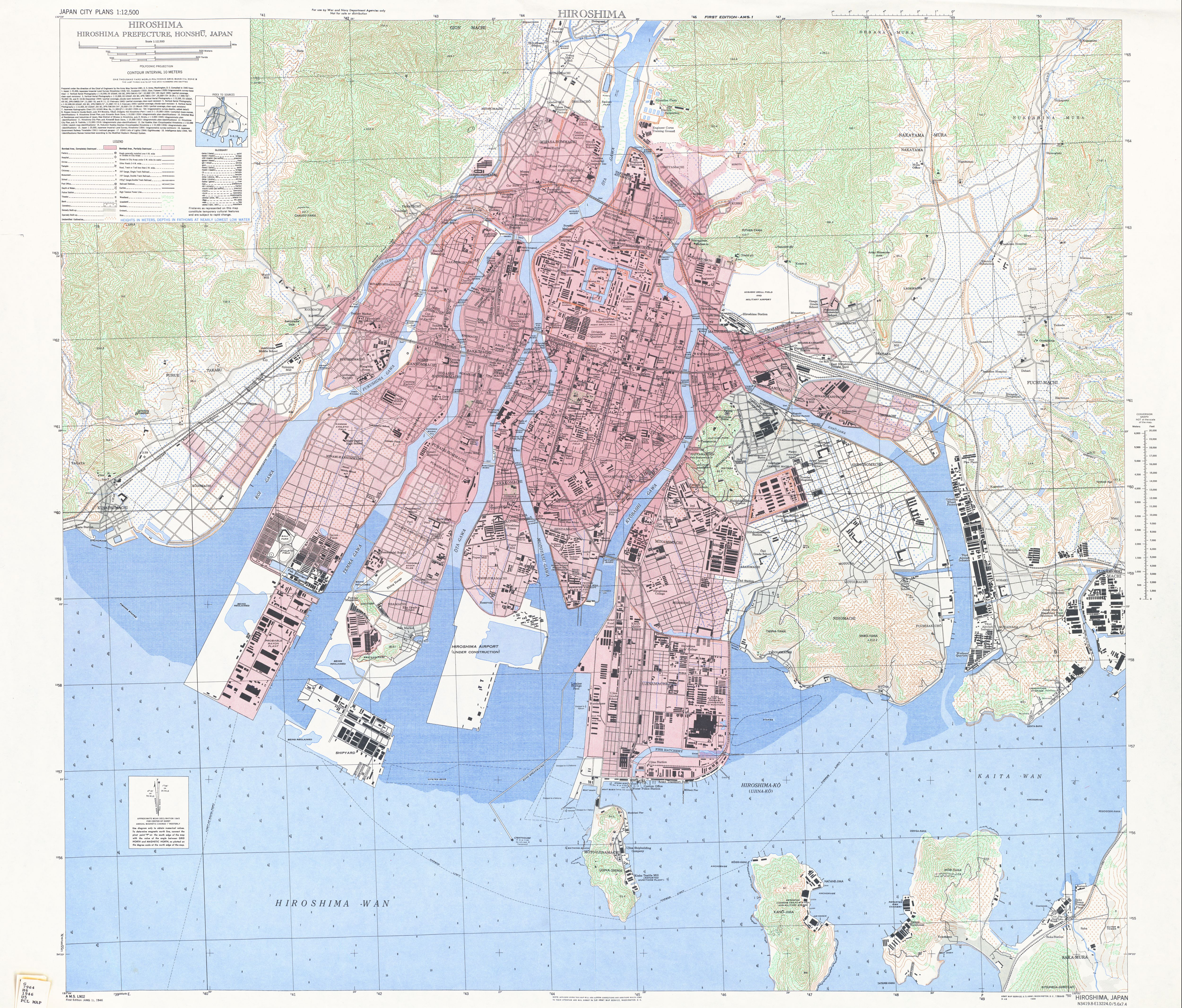
1945年米軍作成の広島市地図。"NAKAYAMAMURA"表記。

中山（なかやま）は、広島県広島市東区に位置する地区である。

## 地理
- 東区戸坂の東南、中山川に沿って南に開けた狭い谷間の地区である。谷の入口には中山貝塚遺跡が所在するため、太古の時代には海辺の集落であったと考えられている。

## 隣接地区
- 北側 - 東区戸坂地区
- 東側 - 東区温品地区
- 南側 - 東区尾長町および矢賀地区
- 西側 - 東区牛田地区

## 歴史
広島市合併前の中山村の歴史については中山村 歴史の項を参照。

## 沿革
- 1889年4月1日 - 町村制発足により安芸郡中山村が設置。
- 1956年4月1日 - 安芸郡中山村が 広島市に編入し広島市中山町となる。
- 1979年 - 町名変更により中山町が現町名に分割された。
- 1980年 - 広島市が政令指定都市に移行し中山地区は東区に属した。

## 地名

### 住居表示
- 中山鏡が丘
- 中山上1〜2丁目
- 中山北町
- 中山新町1〜3丁目
- 中山中町
- 中山西1〜2丁目
- 中山東1〜3丁目
- 中山南1〜2丁目

## 施設

### 公共施設
- 広島東警察署中山交番（中山中町）

## 教育機関
- 広島市立中山小学校（中山東1丁目）
- 広島市立東浄小学校（中山新町2丁目）

## 交通機関

### 鉄道
地区内にはJR西日本芸備線が通っているが、駅はない。かつて中山駅が存在したが1941年に廃止された。

### 路線バス
- 12号線（広電バス[1]）
  - （八丁堀・不動院・戸坂中学校方面） - 中山新町 - 東浄小学校前
- 27号 中山線（広島バス[2]）
  - （八丁堀・広島駅・大内越峠方面） - 中山西 - 中山踏切 - 中山保育園前 - 中山中町 - 中山上町 - 中山北町 - （戸坂中学校・戸坂東浄団地方面）
- 29号線 深川線（広島バス）
  - （八丁堀・広島駅・大内越峠方面） - 中山西 - 中山踏切 - 中山小学校前 - 万休寺前 - （温品・小河原車庫方面）

中山踏切・中山西バス停から広島駅方面へは27号線・29号線合わせて1時間あたり片道6本以上のバスが運行されている。

## 道路
- 都市高速
  - 広島高速5号線 中山出入口（仮称・事業中） - 広島駅北口方面のみ出入り可能となる予定
- 国道
  - 町内は一切通っていない。
- 主要地方道
  - 町内は一切通っていない。
- 一般県道
  - 広島県道152号府中祇園線 - 戸坂・安佐南区西原方面 / 温品・府中町方面
    - 中山踏切は2024年6月6日に立体交差化された[3]

  - 広島県道264号中山尾長線（大内越通り） - 愛宕町方面